# Euphorbia xylophylloides
Euphorbia xylophylloides là một loài thực vật có hoa trong họ Đại kích. Loài này được Brongn. ex Lem. mô tả khoa học đầu tiên năm 1857.